# 古寧頭大戰
《古寧頭大戰》是依據第二次國共內戰中著名的古寧頭戰役為基礎改編的電影，由中國電影製片廠攝製。

## 劇情
1949年10月，中國人民解放軍攻佔廈門後準備進犯金門。原中華民國國軍第18軍118師353團團長楊書田奉令與幹事郭頻征帶領整團撤退到金門布防，後統歸201師節制。10月24日，國軍戰車第3團第1營第3連第1排有一輛坦克車在演習中故障抛錨，深陷壠口沙灘。10月25日凌晨2點10分，解放軍搭乘小船由古寧頭、壠口一帶登陸，被正在維修坦克車的第1排排長楊展和裝甲兵曾紹林等人發現，兩軍隨之激戰，雙方死傷慘重。國軍19軍14師42團團長李光前於反攻林厝時陣亡。10月26日，國軍全面反攻。10月27日凌晨，被困古寧頭沙灘的殘餘解放軍棄槍投降。

## 人物角色
| 角色名稱 | 演員   | 備註   |
| -------- | ------ | ------ |
| 楊展     | 王羽   |        |
| 茂元     | 王道   |        |
| 陈毅     | 王玨   |        |
| 饶漱石   | 李允中 |        |
|          | 徐楓   |        |
| 李光前   | 梁修身 |        |
| 高魁元   | 楊群   |        |
| 季若華   | 陳秋霞 |        |
| 胡璉     | 金漢   |        |
| 李良榮   | 凌雲   |        |
| 曾紹林   | 許不了 | 裝甲兵 |
| 黃朝俊   | 劉德凱 |        |
| 楊書田   | 喬華國 |        |
| 郭頻征   | 江明   |        |
| 孫罡     | 唐威   |        |

## 獎項
| - 金馬獎 - 「最佳劇情片獎」 | - 金馬獎 - 「最佳劇情片錄音獎」：忻江盛 - 「優等策劃特別獎」：台灣省電影製片廠 |

## 爭議
上映前，影片經公開招標海外發行權時，有代理片商不滿招標規定瑕疵，雙方法院相見。最終，台北市影片商業同業公會理事長陳文森出面協調海外發行權，一切爭議才宣告落幕。

### 引用
1. ↑  1980年台灣票房 的存檔，存档日期2006-05-08.，〈台灣電影資料庫〉
2. ↑  . BLACK WATER MUSEUM. 2022-05-24  [2022-06-03] （中文）.
3. ↑  台灣電影史料庫 （页面存档备份，存于），〈台灣電影資料庫〉

## 外部連結
- 古寧頭大戰（The Battle of Ku-Ning-Tou） （页面存档备份，存于），〈網路電影資料庫〉
- 古寧頭大戰（The Battle of Ku-Ning-Tou），〈台灣電影資料庫〉